# NGC 5088
NGC 5088 (другие обозначения — MCG -2-34-34, IRAS13176-1218, PGC 46535) — галактика в созвездии Дева.
Этот объект входит в число перечисленных в оригинальной редакции «Нового общего каталога».